# Valle de Bardají
Valle de Bardají (aragónul: Vall de Bardaixín, katalánul: Vall de Bardaixí) község Spanyolországban, Huesca tartományban. Valle de Bardají Foradada del Toscar, Campo, Seira, Bisaurri, Torre la Ribera és Valle de Lierp községekkel határos. Lakosainak száma 55 fő (2024).

## Népesség
A település népessége az utóbbi években az alábbiak szerint változott:
| Lakosok száma | 55   | 54   | 53   | 52   | 49   | 37   | 35   | 30   | 58   | 55   |
|               | 2001 | 2004 | 2007 | 2009 | 2012 | 2014 | 2017 | 2019 | 2022 | 2024 |